# Козырь, Оксана Михайловна
Окса́на Миха́йловна Ко́зырь (род. 8 декабря 1961 года, Москва) — советский и российский юрист, специалист по гражданскому праву. Судья Высшего арбитражного суда Российской Федерации в отставке.

## Биография
Родилась в семье видного советского ученого-юриста М. И. Козыря.
В 1984 году окончила юридический факультет МГУ, в 1987 году — аспирантуру юридического факультета МГУ по кафедре гражданского права. В 1988 году под руководством С. М. Корнеева защитила диссертацию на тему «Право на недвижимость по английскому праву» на соискание степени кандидата юридических наук.
В 1988—1991 годах — сотрудник юридического отдела Президиума Верховного Совета СССР, участвовала в работе над проектом Основ гражданского законодательства Союза ССР и республик 1991 года.
В 1992—2009 годах — заведующая сектором, заместитель начальника отдела, начальник отдела проблем применения и совершенствования Гражданского кодекса Российской Федерации Исследовательского центра частного права при Президенте Российской Федерации. 15 июня 1992 года О. М. Козырь была включена в состав рабочей группы для разработки проекта Гражданского кодекса Российской Федерации.
С 29 октября 2003 года — член Совета при Президенте Российской Федерации по кодификации и совершенствованию гражданского законодательства.
25 декабря 2009 года назначена на должность судьи Высшего арбитражного суда Российской Федерации. 18 января 2010 года утверждена членом судебной коллегии по рассмотрению споров, возникающих из гражданских и иных правоотношений.
16 февраля 2012 года избрана членом Высшей экзаменационной комиссии по приему квалификационного экзамена на должность судьи. В соответствии с решением ВККС от 26 июня 2012 года О. М. Козырь был присвоен высший квалификационный класс судьи.
Сложила судейские полномочия с 13 февраля 2014 года, подав заявление об отставке по собственному желанию. С 2014 года — начальник отдела законодательства о вещных правах Исследовательского центра частного права. Автор около 100 публикаций по вопросам российского и зарубежного гражданского права.
Арбитр МКАС и арбитражного центра при РСПП. Член научно-консультативных советов при Высшем арбитражном суде Российской Федерации, Суде по интеллектуальным правам. Член редколлегии журнала «Вестник гражданского права».

## Награды
- заслуженный юрист Российской Федерации (2003)[19];
- медаль ордена «За заслуги перед Отечеством» II степени (2017)[20].